# Ван Сник, Шарлин
Шарлин ван Сник (фр. Charline Van Snick, род. 2 сентября 1990, Льеж, Бельгия) — бельгийская дзюдоистка, призёрка Олимпийских игр, победительница Европейских игр, чемпионка Европы, призёрка чемпионатов мира и Европы.

## Биография
Родилась в 1990 году в Льеже. В 2010 году стала бронзовой призёркой чемпионата Европы. В 2012 году стала обладательницей серебряной медали чемпионата Европы, а на Олимпийских играх в Лондоне завоевала бронзовую медаль, победив в борьбе за третье место аргентинскую дзюдоистку Паулу Парето. В 2013 году снова стала серебряной призёркой чемпионата Европы, и завоевала бронзовую медаль чемпионата мира. В 2015 году стала чемпионкой Европейских игр.
В 2020 году на чемпионате Европы в ноябре в чешской столице, Шарлин смогла завоевать бронзовую медаль турнира в категории до 52 кг. В четвертьфинале уступила испанской спортсменке Эстрелья Лопес Серифф.

## Выступления на Олимпиадах
| Олимпиада   | Дисциплина              | Место   |
| ----------- | ----------------------- | ------- |
| Лондон 2012 | дзюдо, женщины до 48 кг | 3 место |